# Espiral de Sacks

Espiral de Sacks, mostrando ciertos patrones que poseen los números primos.

La espiral de Sacks es una variante de la espiral de Ulam y fue descrita en 1994 por Robert Sacks. Se diferencia de la espiral de Ulam por tres características: los puntos se ubican sobre una espiral de Arquímedes en vez de sobre una espiral cuadrada como utilizó Ulam, se ubica el cero en el centro del espiral, y se realiza un giro completo para cada cuadrado perfecto mientras que en la espiral de Ulam se ubican dos cuadrados por giro o rotación. Algunas curvas que comienzan en el origen parecen tener una gran densidad de números primos; una de estas curvas por ejemplo contiene números del tipo n2 + n + 41, que es un famoso polinomio abundante en números primos que descubriera Leonhard Euler en 1774. Se desconoce hasta qué punto las curvas de la espiral permiten predecir grandes números primos o compuestos.

## Construcción
La posición de cada número natural se representa mediante coordenadas polares por:
- {\displaystyle a={\sqrt {n}}}

donde a representa un número de rotaciones, y no un ángulo en radianes ni en grados.

## Algunas alineaciones de interés
- Alineaciones libres de números primos:
  - Semirrecta horizontal derecha: cuadrados perfectos
  - Línea inmediatamente inferior: números de la forma n2 - 1, divisibles siempre por n+1 y n-1
  - Semirrecta horizontal izquierda: números de la forma n2 + n, divisibles siempre por n y n+1.

- Curvas aparentemente densas en números primos: 
  - Una espiral que, en la ilustración, termina cerca de la parte inferior del disco: números de la forma n2 + n + 41, el polinomio descubierto por Euler.
  - Otra espiral situada 24 lugares por encima de la anterior: números de la forma n2 + n + 17
  - Línea inmediatamente superior a la semirrecta horizontal izquierda: números de la forma n2 + n - 1